# Weltmeisterschaften im Gewichtheben 2007
Die Weltmeisterschaften im Gewichtheben 2007 fanden vom 17. bis zum 26. September 2007 in Chiang Mai, Thailand statt.

## Männer

### Klasse bis 56 kg
| Disziplin | Disziplin | Gold                  | Gold   | Silber       | Silber | Bronze          | Bronze |
| --------- | --------- | --------------------- | ------ | ------------ | ------ | --------------- | ------ |
| -56 kg    | Zweikampf | Cha Kum-chol          | 283 kg | Li Zheng     | 283 kg | Eko Yuli Irawan | 278 kg |
| -56 kg    | Reißen    | Li Zheng              | 130 kg | Cha Kum-chol | 128 kg | Hoàng Anh Tuấn  | 127 kg |
| -56 kg    | Stoßen    | Sergio Álvarez Boulet | 156 kg | Cha Kum-chol | 155 kg | Eko Yuli Irawan | 154 kg |

### Klasse bis 62 kg
| Disziplin | Disziplin | Gold     | Gold   | Silber     | Silber | Bronze       | Bronze |
| --------- | --------- | -------- | ------ | ---------- | ------ | ------------ | ------ |
| -62 kg    | Zweikampf | Yang Fan | 315 kg | Im Yong-su | 315 kg | Iwailo Filew | 301 kg |
| -62 kg    | Reißen    | Yang Fan | 142 kg | Im Yong-su | 142 kg | Iwailo Filew | 138 kg |
| -62 kg    | Stoßen    | Yang Fan | 173 kg | Im Yong-su | 173 kg | Iwailo Filew | 163 kg |

### Klasse bis 69 kg
| Disziplin | Disziplin | Gold           | Gold   | Silber          | Silber | Bronze        | Bronze |
| --------- | --------- | -------------- | ------ | --------------- | ------ | ------------- | ------ |
| -69 kg    | Zweikampf | Zhang Guozheng | 347 kg | Shi Zhiyong     | 338 kg | Demir Demirev | 334 kg |
| -69 kg    | Reißen    | Shi Zhiyong    | 158 kg | Zhang Guozheng  | 155 kg | Mete Binay    | 154 kg |
| -69 kg    | Stoßen    | Zhang Guozheng | 192 kg | Vencelas Dabaya | 187 kg | Kim Chol-jin  | 185 kg |

### Klasse bis 77 kg
| Disziplin | Disziplin | Gold         | Gold   | Silber         | Silber | Bronze              | Bronze |
| --------- | --------- | ------------ | ------ | -------------- | ------ | ------------------- | ------ |
| -77 kg    | Zweikampf | Iwan Stoizow | 363 kg | Geworg Dawtjan | 362 kg | Li Hongli           | 361 kg |
| -77 kg    | Reißen    | Li Hongli    | 166 kg | Geworg Dawtjan | 164 kg | Oleg Perepetschenow | 163 kg |
| -77 kg    | Stoßen    | Iwan Stoizow | 205 kg | Kim Kwang-hoon | 201 kg | Sa Jae-hyouk        | 200 kg |

### Klasse bis 85 kg
| Disziplin | Disziplin | Gold           | Gold   | Silber          | Silber | Bronze            | Bronze |
| --------- | --------- | -------------- | ------ | --------------- | ------ | ----------------- | ------ |
| -85 kg    | Zweikampf | Andrej Rybakou | 393 kg | Aslambek Edijew | 372 kg | Wadsim Stralzou   | 370 kg |
| -85 kg    | Reißen    | Andrej Rybakou | 187 kg | Aslambek Edijew | 172 kg | Georgi Markow     | 172 kg |
| -85 kg    | Stoßen    | Andrej Rybakou | 206 kg | Oliver Ruiz     | 205 kg | Jadier Valladares | 201 kg |

- Rybakou verbesserte seinen eigenen Weltrekord im Reißen von 186 kg auf 187 kg.

### Klasse bis 94 kg
| Disziplin | Disziplin | Gold                | Gold   | Silber              | Silber | Bronze         | Bronze |
| --------- | --------- | ------------------- | ------ | ------------------- | ------ | -------------- | ------ |
| -94 kg    | Zweikampf | Roman Konstantinow  | 397 kg | Yohandrys Hernandez | 393 kg | Szymon Kołecki | 392 kg |
| -94 kg    | Reißen    | Roman Konstantinow  | 177 kg | Eduard Tyukin       | 176 kg | Evgheni Bratan | 175 kg |
| -94 kg    | Stoßen    | Yohandrys Hernandez | 220 kg | Roman Konstantinow  | 220 kg | Szymon Kołecki | 219 kg |

### Klasse bis 105 kg
| Disziplin | Disziplin | Gold           | Gold   | Silber             | Silber | Bronze             | Bronze |
| --------- | --------- | -------------- | ------ | ------------------ | ------ | ------------------ | ------ |
| -105 kg   | Zweikampf | Andrej Aramnau | 423 kg | Alan Zagaew        | 411 kg | Dmitri Klokow      | 411 kg |
| -105 kg   | Reißen    | Andrej Aramnau | 195 kg | Bakhytbek Akhmetov | 190 kg | Martin Tešovič     | 190 kg |
| -105 kg   | Stoßen    | Alan Zagaew    | 231 kg | Andrej Aramnau     | 228 kg | Nikolaos Kourtidis | 226 kg |

### Klasse über 105 kg
| Disziplin | Disziplin | Gold                 | Gold   | Silber               | Silber | Bronze                | Bronze |
| --------- | --------- | -------------------- | ------ | -------------------- | ------ | --------------------- | ------ |
| 105+ kg   | Zweikampf | Viktors Ščerbatihs   | 442 kg | Jewgeni Tschigischew | 441 kg | Jaber Saeed Salem     | 435 kg |
| 105+ kg   | Reißen    | Viktors Ščerbatihs   | 202 kg | Jewgeni Tschigischew | 201 kg | Welitschko Tscholakow | 201 kg |
| 105+ kg   | Stoßen    | Jewgeni Tschigischew | 240 kg | Jaber Saeed Salem    | 240 kg | Viktors Ščerbatihs    | 240 kg |

## Frauen

### Klasse bis 48 kg
| Disziplin | Disziplin | Gold        | Gold   | Silber              | Silber | Bronze              | Bronze |
| --------- | --------- | ----------- | ------ | ------------------- | ------ | ------------------- | ------ |
| -48 kg    | Zweikampf | Xiexia Chen | 214 kg | Pramsiri Bunphithak | 196 kg | Pensiri Laosirikul  | 195 kg |
| -48 kg    | Reißen    | Xiexia Chen | 96 kg  | Pramsiri Bunphithak | 86 kg  | Nurcan Taylan       | 85 kg  |
| -48 kg    | Stoßen    | Xiexia Chen | 118 kg | Pensiri Laosirikul  | 112 kg | Pramsiri Bunphithak | 110 kg |

### Klasse bis 53 kg
| Disziplin | Disziplin | Gold         | Gold   | Silber             | Silber | Bronze       | Bronze |
| --------- | --------- | ------------ | ------ | ------------------ | ------ | ------------ | ------ |
| -53 kg    | Zweikampf | Li Ping      | 219 kg | Nastassja Nowikawa | 213 kg | Yoon Jin-hee | 211 kg |
| -53 kg    | Reißen    | Yoon Jin-hee | 94 kg  | Nastassja Nowikawa | 94 kg  | Li Ping      | 93 kg  |
| -53 kg    | Stoßen    | Li Ping      | 126 kg | Nastassja Nowikawa | 119 kg | Yoon Jin-hee | 117 kg |

### Klasse bis 58 kg
| Disziplin | Disziplin | Gold             | Gold   | Silber           | Silber | Bronze    | Bronze |
| --------- | --------- | ---------------- | ------ | ---------------- | ------ | --------- | ------ |
| -58 kg    | Zweikampf | Qiu Hongmei      | 238 kg | Marina Schainowa | 237 kg | O Jong-ae | 227 kg |
| -58 kg    | Reißen    | Marina Schainowa | 105 kg | Qiu Hongmei      | 103 kg | O Jong-ae | 100 kg |
| -58 kg    | Stoßen    | Qiu Hongmei      | 135 kg | Marina Schainowa | 132 kg | O Jong-ae | 127 kg |

### Klasse bis 63 kg
| Disziplin | Disziplin | Gold       | Gold   | Silber              | Silber | Bronze              | Bronze |
| --------- | --------- | ---------- | ------ | ------------------- | ------ | ------------------- | ------ |
| -63 kg    | Zweikampf | Liu Haixia | 257 kg | Swetlana Zarukajewa | 250 kg | Hyon Suk-pak        | 240 kg |
| -63 kg    | Reißen    | Liu Haixia | 115 kg | Swetlana Zarukajewa | 115 kg | Hyon Suk-pak        | 105 kg |
| -63 kg    | Stoßen    | Liu Haixia | 142 kg | Hyon Suk-pak        | 135 kg | Swetlana Zarukajewa | 135 kg |

- Liu verbesserte den Weltrekord von Pawina Thongsuk im Zweikampf von 256 kg auf 257 kg.

### Klasse bis 69 kg
| Disziplin | Disziplin | Gold            | Gold   | Silber          | Silber | Bronze            | Bronze |
| --------- | --------- | --------------- | ------ | --------------- | ------ | ----------------- | ------ |
| -69 kg    | Zweikampf | Oksana Sliwenko | 276 kg | Liu Chunhong    | 271 kg | Natalija Dawidowa | 244 kg |
| -69 kg    | Reißen    | Liu Chunhong    | 121 kg | Oksana Sliwenko | 120 kg | Natalija Dawidowa | 114 kg |
| -69 kg    | Stoßen    | Oksana Sliwenko | 156 kg | Liu Chunhong    | 150 kg | Hong Yong-ok      | 133 kg |

- Sliwenko verbesserte den Weltrekord von Liu Chunhong im Zweikampf von 275 kg auf 276 kg.

### Klasse bis 75 kg
| Disziplin | Disziplin | Gold                | Gold   | Silber                 | Silber | Bronze                 | Bronze |
| --------- | --------- | ------------------- | ------ | ---------------------- | ------ | ---------------------- | ------ |
| -75 kg    | Zweikampf | Cao Lei             | 286 kg | Natalja Sabolotnaja    | 281 kg | Nadeschda Jewstjuchina | 278 kg |
| -75 kg    | Reißen    | Natalja Sabolotnaja | 131 kg | Cao Lei                | 128 kg | Nadeschda Jewstjuchina | 128 kg |
| -75 kg    | Stoßen    | Cao Lei             | 158 kg | Nadeschda Jewstjuchina | 150 kg | Natalja Sabolotnaja    | 150 kg |

- Sabolotnaia verbesserte ihren eigenen Weltrekord im Reißen von 130 kg auf 131 kg.

### Klasse über 75 kg
| Disziplin | Disziplin | Gold            | Gold   | Silber          | Silber | Bronze       | Bronze |
| --------- | --------- | --------------- | ------ | --------------- | ------ | ------------ | ------ |
| 75+ kg    | Zweikampf | Jang Mi-ran     | 319 kg | Mu Shuangshuang | 319 kg | Olha Korobka | 281 kg |
| 75+ kg    | Reißen    | Mu Shuangshuang | 139 kg | Jang Mi-ran     | 138 kg | Olha Korobka | 126 kg |
| 75+ kg    | Stoßen    | Jang Mi-ran     | 181 kg | Mu Shuangshuang | 180 kg | Olha Korobka | 155 kg |

- Mu verbesserte den Weltrekord von Jang Mi-ran im Zweikampf von 318 kg auf 319 kg.

## Doping
Der Jemenite Abdul Hameed Marwan Saeed (62 kg), die Kasachen Mukhit Ussenbaev (69 kg) und Wjatscheslaw Jerschow (85 kg), der Rumäne Valeriu Calancea (85 kg), der Kirgise Ruslan Kapaev (94 kg), der Usbeke Olimbek Achildiev (105 kg), der Tscheche Tomáš Matykiewicz (105 kg) und der Iraker Haider al-Ibadi (+ 105 kg) sowie die Myanmarinnen Hnin Thant Zin (53 kg) und Thaw Yae Faw (58 kg), die Kasachin Kamilya Bagautdinova (58 kg), die Mexikanerin Liliana Borbon Ortega (63 kg), die Myanmarinnen Shwe Sin Win (63 kg), Yar Thet Pan (69 kg) und Naw Ju Ni (75 kg) wurden wegen Dopings disqualifiziert.